# Tristeza (Van Gogh)
Tristeza, do original Sorrow, é uma litografia do pintor holandês Vincent van Gogh, datada em novembro de 1882. A obra foi usada de base também para Sorrowing Woman, desenho feito com lápis pelo pintor em Paris, em torno de janeiro e junho de 1887. A obra foi feita com giz preto sobre papel transfer.
O nu retratado pertence a Clasina Maria Hoornik, mais conhecida e referida como Sien. Esse desenho faz parte de uma série feita por Van Gogh utilizando a mulher como modelo, a qual ele menciona em diversas cartas e descreve o desenho como "a melhor figura que eu já desenhei." Em uma carta de julho de 1882, Van Gogh diz que quer "fazer desenhos que toquem as pessoas de alguma forma. Tristeza é um pequeno começo (...)."
A obra também é um dos dez trabalhos gráficos feitos por Van Gogh (nove litografias e uma água-forte), e pode ser encontrada em três impressões: duas no Museu Van Gogh em Amsterdã e uma no Museu de Arte Moderna de Nova Iorque.

## Relação com Sien
Van Gogh teria encontrado Sien Hoornik vagando pelas ruas de The Hague com sua filha de cinco anos, Maria Wilhelmina, em janeiro de 1882. Ela estava grávida, viciada em alcool e tabaco e trabalhando como prostituta. Van Gogh cuidou dela por um ano entre 1882 e 1883, o que algumas pessoas consideram como um ato de pena e senso de dever. Da perspectiva de Hoornik, seu relacionamento com o pintor não era nada mais que uma solução conveniente para uma situação dificil. Van Gogh, no entanto, chegou a mencionar que gostaria de se casar com ela.
Enquanto o pintor lhe fornecia abrigo, Sien modelava para que ele pudesse praticar suas habilidades de desenho.
Em julho de 1882, Hoornik pariu um menino, Willem, no hospital maternidade em Leiden. Após o nascimento do bebe, ela e Van Gogh se mudaram para um apartamento com um estúdio. Esse foi dito como um período feliz na vida do artista, mas em meados de 1883 Sien voltou a beber e retornou para a prostituição. A relação de ambos foi se deteriorando até que Van Gogh não conseguia suportar a mulher e seus filhos, os quais deixaram o apartamento e Van Gogh em 1883, deixando-o sozinho para focar em seu trabalho. Em 1904, Sien foi encontrada morta por afogamento no rio Schelde.

## Simbolismo
A Tristeza provavelmente foi produzida na primeira do ano 1882, entre o encontro Hoornik, em janeiro, e o nascimento de seu filho em julho. O desenho foi mencionado em uma carta para o irmão Theo de Van Gogh, datada de 10 de abril de 1882. Este namoro é apoiado pela representação das flores da primeira, no primeiro plano da imagem. Porém, a sensação da imagem faz parecer que a situação é descrita como sombria e a presença destas flores representa na primavera uma possibilidade de redenção. Van Gogh retratou Sien Hoornik como uma mulher marcada por sua vida e viu como paralelos seus próprios desenhos de árvores antigas e devastadas pela natureza.